# Arnaldo da Brescia
Arnaldo da Brescia (Brescia, 1090 – Roma, 18 giugno 1155) è stato un religioso italiano.
Allievo di Abelardo, fu un riformatore religioso caratterizzato da notevole eloquenza e forte avversione per l'istituzione tradizionale ecclesiastica.

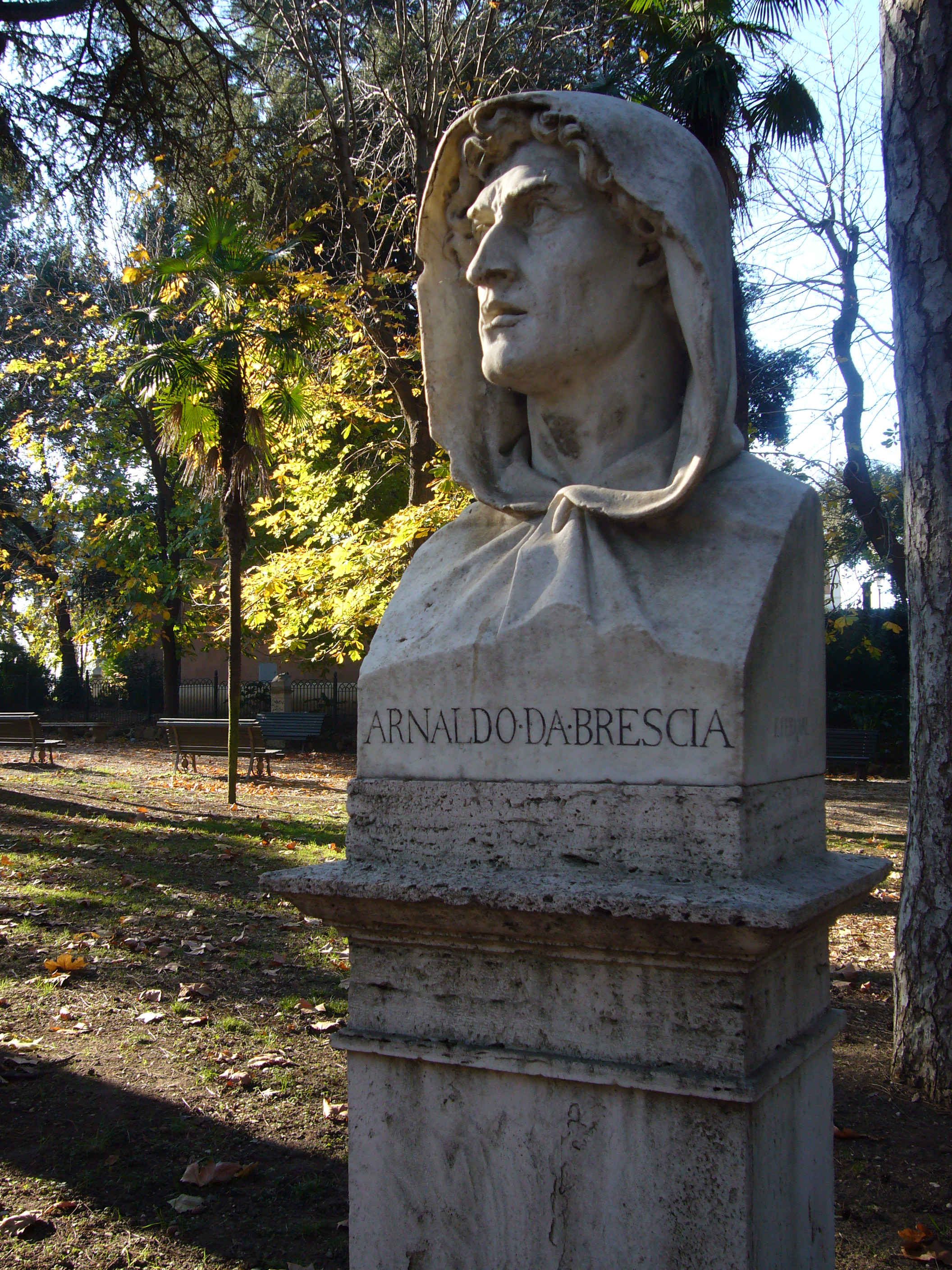
Busto di Arnaldo da Brescia al Pincio

Sostenne il movimento antipapale e autonomistico romano (costituzione del Comune di Roma o renovatio Senatus) e, in epoca risorgimentale, divenne una figura di riferimento per i neoghibellini.

## Biografia
A venticinque anni, Arnaldo divenne canonico agostiniano e si trasferì a Parigi, dove ebbe come maestro Pietro Abelardo e dove lesse avidamente tutte le opere dei Padri della Chiesa.
Al suo ritorno a Brescia, nel 1119, iniziò una serrata propaganda anticlericale e contro la simonia, decisamente innovativa per i tempi: Arnaldo accusava il clero ed in particolare il vescovo di Brescia, Manfredo, di possedere terre, di interessarsi di vicende politiche e di praticare usura, e predicava il ritorno alla povertà evangelica, all'elemosina e alla solidarietà.
Nel 1139 le sue idee e quelle di Abelardo vennero giudicate eretiche dal Concilio Lateranense II e per tale motivo egli decise di lasciare l'Italia e andare in Francia dall'amico Abelardo.
Qui partecipò al Concilio di Sens del 1140, teatro della disputa tra Abelardo e Bernardo di Chiaravalle, dove fu condannato insieme al suo maestro al perpetuo silenzio in un monastero.
Si recò invece a Parigi, dove insegnò divinae litterae, insistendo sulla difformità della vita ecclesiastica dai precetti evangelici. Bernardo ottenne dal re Luigi VII l'espulsione dalla Francia di Arnaldo. Questi allora si recò prima a Zurigo e poi in Boemia nel 1143, accolto dal legato pontificio Guido di Castello, futuro papa Celestino II.
Recatosi a Viterbo ottenne il perdono da papa Eugenio III e tornò poi nel 1145 per un pellegrinaggio penitenziale a Roma dove, con la cacciata del pontefice seguita alla rivolta del 1143, era stato istituito un libero comune retto da un senato oligarchico e da un patricius.
In tale situazione Arnaldo si gettò completamente nell'agone politico. I punti fondamentali del suo radicale programma di riforma, da collegarsi alle idee del movimento milanese dei Patarini, erano: la rinuncia della Chiesa alla ricchezza (si schierò più volte contro la ricchezza del clero) e il suo ritorno alla povertà evangelica, l'abbandono del potere temporale, la predicazione estesa ai laici, la non validità dei sacramenti amministrati da un clero non degno, la confessione praticata tra fedeli e non ai sacerdoti.
Perorò con accalorati comizi le sue tesi anti-papali e rivoluzionarie, tese a fare di Roma un'entità politica nuova e sganciata dalla Chiesa e predicò la sacerdotalità di tutti i cristiani; questo comportò la scomunica da parte del papa nel 1148 ma, godendo del favore popolare, Arnaldo non fu mai perseguitato.
Fallita l'esperienza del libero comune, per via dell'intervento in aiuto del papa del re di Sicilia Ruggero II, Arnaldo ed i suoi numerosi seguaci, detti arnaldisti, mossi dallo spirito antipapale, pensarono di far rinascere uno stato imperiale a Roma e si rivolsero a Federico Barbarossa per convincerlo a scendere su Roma e instaurarvi un potere laico opposto a quello del papa.
Nel 1152 il papa Eugenio III riconobbe il Comune come entità politica, ma morì di lì a poco.

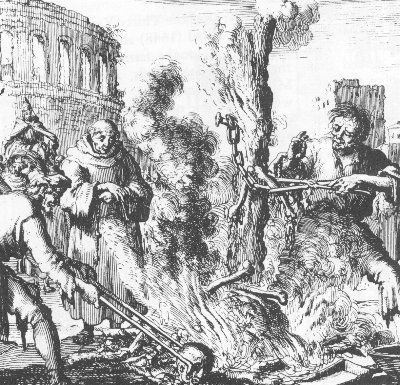
Esecuzione di Arnaldo da Brescia

Dopo il brevissimo pontificato di papa Anastasio IV, divenne papa nel dicembre del 1154 Adriano IV.
Nel 1155 Adriano IV colpì d'interdetto Roma, in seguito all'assassinio di un cardinale, con la promessa di revocare la decisione solo se Arnaldo fosse stato esiliato dalla città. A questo punto la città si schierò contro Arnaldo e si sollevò contro il Senato.
Arnaldo fu quindi costretto a fuggire da Roma e scappò verso il nord Italia. Fu catturato nei pressi di San Quirico d'Orcia: l'ambasceria dei cardinali, che si era recata a incontrare il Barbarossa, ne ottenne la consegna come segno di buona volontà e di alleanza.
Probabilmente nel giugno 1155 Arnaldo venne condannato dal tribunale ecclesiastico all'impiccagione, e il suo corpo fu arso al rogo mentre le sue ceneri furono sparse nel Tevere, per impedire che se ne recuperassero i resti mortali.
Il reale capo d'accusa non fu la predicazione contro l'abuso delle ricchezze da parte del clero, contro il quale aveva combattuto ferocemente anche il suo nemico Bernardo di Chiaravalle, bensì il rifiuto assoluto del potere temporale del papa e della Chiesa, che Bernardo e gli altri avversari di Arnaldo consideravano «eresia».

## Riconoscimenti postumi
La figura di Arnaldo da Brescia fu riscoperta dai giansenisti lombardi nel Settecento; fu celebrata da Giovanni Battista Niccolini, nella tragedia a lui dedicata, come quella di un eroe anticlericale vittima di un imperatore tedesco.
La cultura laica dell'Ottocento lo esaltò come un martire del libero pensiero, e per questo motivo nel 1882 venne innalzato un suo monumento a Brescia, mentre la Riforma protestante ne fece un suo antesignano, soprattutto per l’idea del "sacerdozio universale" (negazione della distinzione tra preti e laici).
Un suo mezzobusto si trova a Villa Borghese, accanto all'orologio.
Ad Arnaldo è dedicato il Liceo Ginnasio Statale Arnaldo, liceo classico bresciano e il vicino piazzale Arnaldo, dominato dal monumento a lui dedicato, opera di Odoardo Tabacchi nonché, a Roma, una porzione di Lungotevere, tra ponte Matteotti e ponte Regina Margherita.
Una statua di marmo è presente all'interno del cortile della Biblioteca di Desio.